# Панагија (острво)
Острво Панагија се налази у Грчкој поред јужне стране острва Тасос. Острво је дугуљасто и простире се у правцу југоисток:северозапад, дужине око 700м а ширине 400м (најужи део у средини око 200м), са укупном површином од 0,24 km² и узвишењима од 60 до 80 m. Острво није насељено а обала острва није превише разуђена. Острво је каменито са дивљим растињем.
Мештани Тасоса користе ово острво за испашу оваца и коза тако да их када има траве и растиња довозе бродићима на острво.
Острво представља туристичку атракцију тако да га туристи у сезони посећују бродићима током крстарења.